# Lake Waitaki
Der Lake Waitaki ist ein Stausee im Waitaki District in der Region Canterbury auf der Südinsel von Neuseeland.

## Geographie
Der Stausee befindet sich rund 63 km nordwestlich von Oamaru und rund 73 km südwestlich von Timaru. An seiner Südseite führt der New Zealand State Highway 83 vorbei, über den der See von der Ostküste der Südinsel aus erreichbar ist. Das kleine Dorf Kurow befindet sich an der Strecke, rund 5,5 km südöstlich des Staudamms. An den Nordufern des Sees laufen die Hänge der bis zu 1831 m hohen Kirkliston Range aus. Von den Südufern erheben sich etwas sanfter ansteigend die bis zu 1942 m hohen St Marys Range. Gespeist wird der Stausee von dem Abfluss des direkt nordwestlich angrenzenden Lake Aviemore. Im Südosten des Sees befindet sich der Waitaki Dam mit seinem Abfluss zum Waitaki River.
Der Inhalt des Stausees umfasst 40 Mio. m3 Wasser. Der Mindestwasserstand des Sees wurde auf 227 m über dem Meeresspiegel festgelegt, bei 230,8 m wird die Dammkrone erreicht. Der Wasserstand des Sees liegt im Mittel bei 230,2 m.

## Staumauer
Der Staudamm war der erste größere Damm, der auf der Südinsel ab 1928 errichtet wurde. Er wurde seinerzeit vom Public Works Department konstruiert und gebaut. Die Gewichtsstaumauer bekam eine Höhe von 33 m und erstreckte sich mit 522 m über die gesamte Breite des Tals. Andere Quellen, geben den Damm mit 48 m Höhe und 542 m Länge an, wobei erstgenannten Werte wohl die Länge und Höhe der Dammkrone angeben.
Die Konstruktion des Damms beinhaltet keinen separaten Wasserüberlauf. Bei Hochwasser läuft das Wasser einfach über die Dammkrone hinweg.

## Kraftwerk
Das Kraftwerk des Staudamms wurde im Oktober 1934 mit zunächst zwei Generatoren mit je 15 MW Leitung in Betrieb genommen. In den Jahren 1940, 1941 und 1949 folgten je ein weiterer Generator mit identischer Leistung. 1954 wurden weitere zwei Generatoren installiert, sodass das Kraftwerk über eine maximale Leistung von 105 MW Leistung verfügen konnte und damit seine Endausbaustufe für eine mögliche Versorgung von rund 51.000 Haushalten erreichte.